# Oreodytes jakovlevi
Oreodytes jakovlevi is een keversoort uit de familie waterroofkevers (Dytiscidae). De wetenschappelijke naam van de soort is voor het eerst geldig gepubliceerd in 1905 door Zaitzev.